# Syskey
Syskeyとは、SAMデータベース内に記録されたハッシュ化されたパスワードをWindowsシステムが使用する128bit RC4の暗号化鍵を使用して暗号化するユーティリティである。
デフォルトでは、暗号化鍵はWindowsレジストリに格納される。Syskeyは、Windowsの起動時にユーザがスタートアップパスワードを入力したり、USBフラッシュドライブのようなリムーバブルストレージメディアからキーを読み込ませるように設定することができる。
Syskeyは、Microsoft Windowsに付属しており、Windows NT 4.0 SP3で初めて導入された。 これは、SAMの不正コピーを入手した者がそこから有用な情報を抽出することを防ぐことによって、オフラインパスワードクラック攻撃から保護することを目的としていた。 しかしながら、ユーザから自分のコンピュータをロックさせて身代金を支払うことを強制させるために、詐欺師によって悪用されている。
Syskeyは、Windows 10 Fall Creators Update と Windows Server 2016（バージョン1709）で弱い暗号化とランサムウェア詐欺のリスクのため、削除された。 Microsoftは、代替としてBitLockerを使用することを推奨している。

## 初期の脆弱性
1999年12月、BindViewのセキュリティチームは、Syskeyにセキュリティホールを発見した。これは、特定の種類のオフライン暗号解読攻撃が可能であり、総当たり攻撃が可能であることを示していた。Microsoftは、この(「Syskey Bug」と呼ばれる)問題を修正した。この問題は、Windows NTとWindows 2000 RC3以前のバージョン両方に影響を与えた。

## 悪意のある使用
Syskeyは、技術サポート詐欺の一環として、悪用されている。ソーシャルエンジニアリング詐欺の一つであり、しばしば「マイクロソフトのサポート窓口」であると主張する電話勧誘業者が、遠隔操作ソフトを使用してコンピュータを制御し、ユーザーに不必要な「修理」を購入させようとする。ユーザーが支払いを拒否した場合、その「サポート窓口」がコンピュータからユーザーを締め出すためにSyskeyを実行することができる。

## 参照
- BitLocker
- Encrypting File System
- LMハッシュ
- pwdump